# Goodbye (canción de Spice Girls)
«Goodbye» (en español: «Adiós») es un sencillo editado  del grupo británico Spice Girls, el primero en ser grabado tras  la marcha de Geri Halliwell. Fue lanzado el 8 de diciembre de 1998 y sería incluido en el disco Forever, publicado a finales del año 2000. La edición EP para Estados Unidos incluía el tema Christmas Wrapping y las versiones en directo de Sisters Are Doing It For Themselves y We Are Family, del concierto en el Wembley Stadium que habían ofrecido en septiembre. 
El tema fue número 1 en Reino Unido, con lo cual Spice Girls se convertían en el grupo con mayor "número de números" navideños consecutivos después de The Beatles. Fue también su octavo "número 1".
En la Gira Spice World Tour 2019, Geri Halliwell cubrió las partes en solitario de Victoria Beckham.

#### Videoclip
En el videoclip las cuatro Spice Girls (sin Geri) corren por un bosque hacia un castillo seguidas de una manada de lobos blancos. Cuando entran observan encuentran el interior del castillo helado, incluidas las personas. El vídeo finaliza cuando las personas que habitan en su interior rompen el hielo y vuelven a la vida. La canción se inspira en la marcha de Geri del grupo: Adiós amiga, sé que te has ido, dices que te has ido pero puedo seguirte sintiendo aquí, no es el final.

## Temas
Distintas versiones para distintos formatos
- UK CD1

1. «Goodbye» [Radio Edit] - 4:20
2. «Christmas Wrapping» - 4:14
3. «Goodbye» [Versión Orquestal] - 4:14

- UK CD2

1. «Goodbye» [Versión sencillo] - 4:44
2. «Sisters Are Doing It For Themselves» [Live] - 4:22
3. «We Are Family» [Live] - 3:35

- USA/Canada CD

1. «Goodbye» [Versión sencillo] - 4:44
2. «Christmas Wrapping» - 4:14
3. «Sisters Are Doing It For Themselves» [Live] - 4:35
4. «We Are Family» [Live] - 3:22

*Asia
1. «Goodbye» [Single Edit] - 4:20
2. «Goodbye» [Versión sencillo] (Corea del Sur) - 4:44
3. «Christmas Wrapping» - 4:14
4. «Sisters Are Doing It For Themseleves» [Live] - 4:35
5. «We Are Family» [Live] - 3:22
6. «Goodbye» [Versión Orquestal] - 4:14
7. «Goodbye» Videoclip - 4:35

## Lista de ventas
El sencillo fue número #1 en Reino Unido, Canadá, e Irlanda entre otros y se vendieron unos 3.500.000 millones copias, 800.000 en Reino Unido.
| Listas                      | Posición |
| --------------------------- | -------- |
| UK Singles Chart            | 1 (1)    |
| Canada Singles Chart        | 1 (16)   |
| Italia Singles Chart        | 1        |
| Filipinas Singles Chart     | 1        |
| U.S. Billboard Hot 100      | 11       |
| Irlanda Singles Chart       | 1 (9)    |
| Francia Singles Chart       | 21       |
| Holanda Singles Chart       | 4        |
| Alemania Singles Chart      | 17       |
| Austria Singles Chart       | 13       |
| Suiza Singles Chart         | 8        |
| Suecia Singles Chart        | 2        |
| Noruega Singles Chart       | 6        |
| Finlandia Singles Chart     | 2        |
| Australia Singles Chart     | 3        |
| Nueva Zelanda Singles Chart | 1        |
| España Singles Chart        | 8        |

- Datos: Q2615973